# Oberonia inversiflora
Oberonia inversiflora är en orkidéart som beskrevs av Johannes Jacobus Smith. Oberonia inversiflora ingår i släktet Oberonia och familjen orkidéer. Inga underarter finns listade i Catalogue of Life.